# Shannan Click
Shannan Click (17 de novembro de 1983) é uma modelo americana. Ela nasceu em San Dimas, Califórnia.

## Descoberta
Shannan foi descoberta por um agente na Praia de Huntington, Sul da Califórnia. E atualmente, tem contrato com a Women Management.

## Carreira
Já foi capa da  Vogue Latina, Elle Rússia, Flair e Woman Magazine. Desfilou para a Victoria's Secret no Victoria's Secret Fashion Show, nas edições de 2008, 2009 e 2010 . Já fez campanhas para a Dolce & Gabbana, Levi's, Emporio Armani, H&M, Biotherm, Burberry, and Dior Cosmetics.